# Tanaboon Kesarat
Tanaboon Kesarat (Thai: ธนบูรณ์ เกษารัตน์, * 21. September 1993, Samut Prakan), auch Tum (Thai: ตั้ม) genannt, ist ein thailändischer Fußballspieler.

## Karriere

### Verein
Das Fußballspielen erlernte Tanaboom in der Bangkok Sports School. Seinen ersten Vertrag unterzeichnete er beim damaligen Zweitligisten Bangkok FC. Nach einem Jahr wechselte Tanaboon zu BEC Tero Sasana. Das erste Jahr wurde er in die dritte Liga zum RBAC FC verliehen. 2013 kehrte er zurück und wurde wichtiger Bestandteil des Teams. 2014 gewann er mit dem BEC den Thai League Cup.
Am 27. Januar 2016 wurde bekannt gegeben, dass Tanaboon zusammen mit seinen BEC Tero-Teamkollegen Peerapat Notchaiya und Chanathip Songkrasin für die Saison 2016 an Muangthong United ausgeliehen werden. Im Juni 2016 wurde er dauerhaft von Muangthong verpflichtet. Am 2. November 2016 gab Chiangrai United offiziell bekannt, dass Tanaboom einen Vertrag beim Ligakonkurrenten unterschrieben hat. Die Ablösesumme wurde nicht bekannt gegeben, sie wurde aber auf rund 50 Millionen Baht geschätzt. Tanaboon hat sich damit zum teuersten thailändischen Spieler entwickelt und den Rekord von Theerathon Bunmathan gebrochen, der im Mai 2016 mit einer Ablösesumme von 35 Millionen Baht von Buriram United zu Muangthong United wechselte. Zur Rückserie 2018 ging er zum Ligakonkurrenten Bangkok Glass, mit dem er zum Ende der Saison 2018 in die Thai League 2 abstieg. Seit Juli 2019 steht er beim Erstligisten Port FC unter Vertrag. Im gleichen Jahr stand er mit Port im Finale des FA Cup, dass Port mit 1:0 gegen den Erstligisten Ratchaburi Mitr Phol aus Ratchaburi gewann.

### Nationalmannschaft
Von 2011 bis 2012 stand er 11 Mal in der thailändischen U19-Nationalmannschaft und schoss dabei 2 Tore. Von 2013 bis 2016 lief er 21 Mal für die thailändische U23-Nationalmannschaft auf, wobei er ein Tor erzielte. Seit 2013 ist er fester Bestandteil der thailändischen Nationalmannschaft, für die er bis jetzt 47 Mal auflief.

## Erfolge

### Verein
BEC-Tero Sasana FC
- Thailändischer Ligapokalsieger: 2014

Muangthong United
- Thailändischer Meister: 2016
- Thailändischer Ligapokalsieger: 2016

Chiangrai United
- Thailändischer Pokalsieger: 2017

Port FC
- Thailändischer Pokalsieger: 2019

### Nationalmannschaft
Thailand U23
- Sea Games: 2013, 2015

Thailand
- ASEAN Football Championship: 2014, 2016
- King’s Cup: 2017

## Auszeichnungen
Thai Premier League
- Spieler des Monats Mai 2013
- Spieler des Monats April 2016